# Belsy Laza
Belsy Laza (ur. 5 czerwca 1967 w Guantánamo) – kubańska lekkoatletka specjalizująca się w pchnięciu kulą. Jej rekordem życiowym jest 20,96 m, osiągnięty w 1992 w Meksyku, który pozostaje rekordem Ameryki Północnej (NACAC).

## Osiągnięcia
| Rok  | Impreza                                  | Miejsce      | Lokata      | Wynik |
| ---- | ---------------------------------------- | ------------ | ----------- | ----- |
| 1986 | Mistrzostwa ibero-amerykańskie           | Hawana       | 1. miejsce  | 15,93 |
| 1987 | Igrzyska panamerykańskie                 | Indianapolis | 3. miejsce  | 18,06 |
| 1988 | Mistrzostwa ibero-amerykańskie           | Meksyk       | 1. miejsce  | 17,23 |
| 1989 | Uniwersjada                              | Duisburg     | 2. miejsce  | 19,32 |
| 1990 | Igrzyska Ameryki Środkowej i Karaibów    | Meksyk       | 1. miejsce  | 17,73 |
| 1990 | Igrzyska Dobrej Woli                     | Seattle      | 3. miejsce  | 18,98 |
| 1991 | Halowe mistrzostwa świata                | Sewilla      | 5. miejsce  | 18,91 |
| 1991 | Mistrzostwa świata                       | Tokio        | 9. miejsce  | 18,49 |
| 1991 | Igrzyska panamerykańskie                 | Hawana       | 1. miejsce  | 18,87 |
| 1992 | Mistrzostwa ibero-amerykańskie           | Sewilla      | 1. miejsce  | 19,31 |
| 1992 | Igrzyska olimpijskie                     | Barcelona    | 4. miejsce  | 19,70 |
| 1992 | Puchar świata                            | Hawana       | 1. miejsce  | 19,19 |
| 1993 | Halowe mistrzostwa świata                | Toronto      | 7. miejsce  | 18,75 |
| 1993 | Mistrzostwa świata                       | Stuttgart    | 8. miejsce  | 19,27 |
| 1993 | Uniwersjada                              | Buffalo      | 2. miejsce  | 18,48 |
| 1994 | Igrzyska Dobrej Woli                     | Petersburg   | 9. miejsce  | 17,53 |
| 1994 | Puchar świata                            | Londyn       | 2. miejsce  | 19,07 |
| 1995 | Mistrzostwa Ameryki Środkowej i Karaibów | Gwatemala    | 1. miejsce  | 17,64 |
| 1996 | Igrzyska olimpijskie                     | Atlanta      | 10. miejsce | 18,40 |
| 1999 | Igrzyska panamerykańskie                 | Winnipeg     | 5. miejsce  | 17,69 |